# Carl Nyström (musiker)
Carl Nyström, född 1788, död 9 augusti 1827, var en violinist och kontrabasist vid Kungliga hovkapellet.

## Biografi
Carl Nyström föddes i 1788. Han anställdes 1 oktober 1811 som violinist vid Kungliga hovkapellet i Stockholm. Från och med 1 oktober 1820 var han anställd som kontrabasist vid Kungliga hovkapellet. Nyström avled 9 augusti 1827.